# Massageöl
Massageöl dient als Gleitmittel bei der Massage. Die Gleitfunktion ist besonders auf behaarten, trockenen oder nach einem Bad feuchten Hautarealen notwendig.

## Basisöl

Strukturformel von Triolein. In High-Oleic-Sonnenblumenöl ist Triolein das dominierende Triglycerid, alle drei Fettsäurereste leiten sich von der Ölsäure ab.

Grundlagen von Massageölen können entweder Mineralöle wie Paraffine oder fette Öle, gewonnen aus verschiedenen Pflanzen, sein. Als Gleitmittel eignen sich beide Grundlagen gut.
Paraffine verbleiben auf der Haut (Okklusion) und sind, da sie praktisch nicht oxidieren, unbegrenzt haltbar.
Pflanzenöle sind Triglyceride und können je nach Fettsäurezusammensetzung gut in die Haut eindringen und diese pflegen, sind aber oxidationsempfindlich. Je mehr ungesättigte Fettsäuren (z. B. Ölsäure) ein Öl enthält, desto eher kann es mit Sauerstoff reagieren, d. h. ranzig werden. Da Licht diesen Prozess noch begünstigt, werden Massageöle auf Pflanzenölbasis in lichtdichten Flaschen aufbewahrt.
Häufig verwendete Pflanzenöle sind beispielsweise Sojaöl, Mandelöl (gilt als sensitiv), Sonnenblumenöl (günstig), Sesamöl (Verwendung: Ayurveda), Traubenkernöl, Kokosöl (festes Öl), Jojobaöl (chemisch ein Wachs) und Aprikosenkernöl. Generell können alle Pflanzenöle Verwendung finden in sowohl raffinierter als auch kalt gepresster Qualität.
Die Basisöle können direkt oder als Ölmischungen genutzt werden. Darüber hinaus können ihnen weitere Zusätze beigefügt werden wie Parfüm, Ätherische Öle, Extrakte und weitere öllösliche Pflegestoffe.

## Aroma-Massageöl
Für Aroma-Massagen werden dem Basisöl Parfüme, ätherische Öle oder Extrakte beigemischt. In der Regel wird eine Konzentration des Zusatzes von 1–3 % gewählt, je nach Hautverträglichkeit kann die Konzentration auch höher liegen.
Neben dem Einsatz bei Massagen, bei denen es ausschließlich auf den Duft ankommt, können Aroma-Massageöle auch für die Aromatherapie konzipiert werden. Die Wirkung vieler ätherischer Öle ist häufig nicht wissenschaftlich belegt und beruht auf Erfahrungen und traditionellen, uralten Heilverfahren. Für einige Vertreter ist die Wirkung jedoch belegt, sie sind auch im Arzneibuch monographiert.
| Öl           | Nachgesagte Wirkung im Volksglauben                          |
| ------------ | ------------------------------------------------------------ |
| Jasminöl     | Duft                                                         |
| Lavendelöl   | duftend, schlaffördernd, entzündungshemmend                  |
| Mandarinenöl | muskelentspannend                                            |
| Melissenöl   | beruhigend, erfrischend                                      |
| Rosenöl      | duftend, gegen akute und chronische Bronchitis, hautpflegend |

## Spezielle Massageöle
Johanniskrautöl (Rotöl) ist ein Mazerat, dessen Herstellung im 6. Ergänzungsbuch des DAB 6 aufgeführt wird. Das Basisöl Olivenöl dient als Menstruum, mit dem die Johanniskrautblüten mazeriert werden. Einsatz findet dieses Massageöl traditionell bei der Breuß-Massage.

## Besondere Einsatzgebiete
Es gibt Untersuchungen mit Sonnenblumenöl als Massageöl, die zeigen, dass Massagen Frühgeborene bei der Gewichtszunahme unterstützen können.
Massageöle werden auch in der Prophylaxe der Bildung von Schwangerschaftsstreifen eingesetzt, wobei der positive Effekt bisher nicht belegt werden konnte.

## Vorsichtsmaßnahmen
Massageöle dürfen nicht zusammen mit Latex-Kondomen verwendet werden, da diese durch das Öl rissig werden und ihre Schutzwirkung verlieren. Mit Latex-Kondomen dürfen nur wasserlösliche oder Silikon-Gleitmittel verwendet werden.
Einige Aroma-Öle reizen die Schleimhäute und führen an den Geschlechtsteilen zu einem unangenehmen Brennen (beispielsweise Orangenöl).